# Discovery of the Year
Pour les articles homonymes, voir Prix FIPRESCI.

Le Discovery of the Year - Prix FIPRESCI (ou European Discovery) est une récompense cinématographique spéciale décernée depuis 2006 par l'Académie européenne du cinéma lors de la cérémonie annuelle des Prix du cinéma européen. Il est remis par la Fédération internationale de la presse cinématographique.
La récompense est aussi appelée Prix Fassbinder.

## Palmarès

### Années 1980 - 1990
- 1988 : Femmes au bord de la crise de nerfs
- Un lundi trouble
- Domani, domani
- Le Jour de l'éclipse
- Le Passeur
- Damnation
- Reefer and the Model
- 1989 : L'Espoir aux trousses
- Kuduz
- Cinema Paradiso
- Le Brouillard
- Scandal
- My Left Foot
- Le Dernier Chemin de Waller
- 1990 : Henry V
  - Bouge pas, meurs, ressuscite
  - Strada Blues
  - La blanca paloma
  - Un monde sans pitié
- 1991 : Toto le héros  Belgique
  - Delicatessen
  - Ultrà
- 1992-1994 : non décerné
- 1995 : La Haine  France
  - Butterfly Kiss
  - L'Homme de la mort
- 1996 : non décerné
- 1997 : La Vie de Jésus  France
- 1998 :
  - Festen  Danemark
  - La Vie rêvée des anges  France
- 1999 : The War Zone  Royaume-Uni

### Années 2000
- 2000 : Ressources humaines  France
- 2001 : El Bola  Espagne
- 2002 : Hic (de crimes en crimes) (Hukkle)  Hongrie
- 2003 : Le Retour (Возвращение)  Russie
- 2004 : Certi bambini  Italie
- 2005 : Accused de Jacob Thuesen  Danemark
- 2006 : 13 Tzameti  France
- 2007 : La Visite de la fanfare (ביקור התזמורת, Bikur Ha-Tizmoret)  Israël  France
- 2008 : Hunger  Irlande
- 2009 : Katalin Varga  Roumanie

### Années 2010
- 2010 : Lebanon de Samuel Maoz  Israël  France  Allemagne
  - Eu când vreau să fluier, fluier  Roumanie
  - Nothing Personal  Pays-Bas  Irlande
  - L'Heure du crime (La doppia ora)  Italie
  - L'Étrangère (Die Fremde)  Allemagne
- 2011 : Oxygène (Adem)  Belgique  Pays-Bas
  - Nouveau Souffle (Atmen)  Autriche
  - Michael  Autriche
  - Smukke menesker  Danemark
  - Tilva Roš  Serbie
- 2012 : Little Bird (Kauwboy) de Boudewijn Koole  Pays-Bas
  - Broken  Royaume-Uni
  - Die Vermissten  Allemagne
  - Teddy Bear (10 timer til Paradis)  Danemark
  - Portrait au crépuscule (Портрет в сумерках)  Russie
- 2013 : Oh Boy  Allemagne
  - Eat Sleep Die (Äta sova dö)  Suède
  - Call Girl  Suède  Norvège  Finlande  Irlande
  - Miele  Italie  France
  - The Plague (La Plaga)  Espagne
- 2014[1] : The Tribe (Плем'я, Plemya)  Ukraine  Pays-Bas
  - '71  Royaume-Uni
  - 10.000 km  Espagne
  - La herida  Espagne
  - Party Girl  France
- 2015 : Mustang  France  Turquie 
  - Goodnight Mommy (Ich seh ich seh)  Autriche
  - Limbo  Danemark
  - Slow West  Royaume-Uni
  - Im Sommer wohnt er unten  Allemagne
- 2016 : Olli Mäki  Finlande
  - Dogs  Roumanie
  - Tempête de sable  Israël
  - Jajda  Bulgarie
- 2017 : The Young Lady  Royaume-Uni
- 2018 : Girl  Belgique
- 2019 : Les Misérables de Ladj Ly  France
  - Aniara de Pella Kågerman  Suède  Danemark
  - Atlantique de Mati Diop  France
  - Blind Spot de Tuva Novotny  Suède
  - Irina de Nadejda Koseva  Bulgarie
  - Ray & Liz de Richard Billingham  Royaume-Uni

### Années 2020
- 2020 : Sole de Carlo Sironi  Italie
- 2021 : Promising Young Woman d'Emerald Fennell  Royaume-Uni
- 2022 : Piccolo corpo de Laura Samani  Italie
- 2023 : Molly Manning Walker de How to Have Sex  Grèce  Royaume-Uni
- 2024 : La Convocation (Armand) de Halfdan Ullmann Tøndel (en)